# كونراد هيلتون جونيور
كونراد هيلتون جونيور (بالإنجليزية: Conrad Hilton, Jr.)‏ هو نجم اجتماعي أمريكي، ولد في 6 يوليو 1926 في دالاس في الولايات المتحدة، وتوفي في 31 مارس 1969 في لوس أنجلوس في الولايات المتحدة بسبب نوبة قلبية.